# Ebaeides
Ebaeides is een kevergeslacht uit de familie van de boktorren (Cerambycidae). De wetenschappelijke naam van het geslacht werd voor het eerst geldig gepubliceerd in 1864 door Pascoe.

## Soorten
Ebaeides omvat de volgende soorten:
- Ebaeides albopicta Fisher, 1925
- Ebaeides arcuosus Holzschuh, 1998
- Ebaeides basalis Fisher, 1925
- Ebaeides borneensis Fisher, 1925
- Ebaeides corporaali Breuning, 1951
- Ebaeides dohertyi Breuning, 1969
- Ebaeides exigua Pascoe, 1864
- Ebaeides fulva Fisher, 1925
- Ebaeides grouvellei (Belon, 1891)
- Ebaeides hirsuta Fisher, 1925
- Ebaeides malaccensis Breuning, 1965
- Ebaeides monstrosa Pascoe, 1864
- Ebaeides montana Fisher, 1925
- Ebaeides palawanicola Breuning, 1965
- Ebaeides palawanicus Breuning & de Jong, 1941
- Ebaeides palliata Pascoe, 1864
- Ebaeides perakensis Breuning, 1959
- Ebaeides pilosicornis Fisher, 1925
- Ebaeides rufula Pascoe, 1864
- Ebaeides samarensis Breuning, 1956
- Ebaeides strandiella Breuning, 1940